# 773 (číslo)
Sedm set sedmdesát tři je přirozené číslo. Následuje po čísle sedm set sedmdesát dva a předchází číslu sedm set sedmdesát čtyři. Římskými číslicemi se zapisuje DCCLXXIII a řeckými číslicemi ψογ.

## Matematika
773 je:
- Deficientní číslo
- Prvočíslo
- Nešťastné číslo

## Astronomie
- (773) Irmintraud je planetka hlavního pásu, kterou objevil v roce 1913 Franz Kaiser

## Roky
- 773
- 773 př. n. l.